# Kai Siegbahn
Kai Manne Börje Siegbahn (Lund, Suècia 1918 - 20 de juliol de 2007) és un físic suec guardonat amb el Premi Nobel de Física l'any 1981.

## Biografia
Va néixer el 20 d'abril de 1918 a la ciutat sueca de Lund, fill del físic i Premi Nobel l'any 1924 Manne Siegbahn. El 1936 ingressà a la Universitat d'Uppsala per estudiar física, química i matemàtiques, on es llicencià el 1942. El 1944 es doctorà a la Universitat d'Estocolm, entrant a treballar aquell mateix any a l'Institut Nobel de Física. Entre 1951 i 1954 fou professor del Reial Institut de Tecnologia d'Estocolm (KTH), i des d'aquell any cap del departament de física a la Universitat d'Uppsala.

## Recerca científica
Inicià la seva recerca al voltant de la física atòmica i la física molecular, desenvolupant estudis sobre el plasma i l'òptica electrònica. Interessat posteriorment en l'espectroscòpia, Siegbahn va desenvolupar tècniques d'anàlisi químic en el làser espectroscòpic d'alta resolució creat per ell.
El 1981 compartí el Premi Nobel de Física amb els físics Nicolaas Bloembergen i Arthur Leonard Schawlow pels seus treballs sobre l'espectroscòpia, i Siegbahn especialment per les seves contribucions en el desenvolupament del làser espectroscòpic d'alta resolució.